# Facydes purpureomaculatus
Facydes purpureomaculatus là một loài tò vò trong họ Ichneumonidae.